# Gouvernement Paasio II
République de Finlande
Aura II  Sorsa I
Le gouvernement Paasio II est le 55ème gouvernement de la République de Finlande, qui a siégé du 23 février 1972 – 4 septembre 1972.

## Composition
| Portefeuille                                        | Ministre         | Période   | Période   | Parti | Parti |
| --------------------------------------------------- | ---------------- | --------- | --------- | ----- | ----- |
| Premier ministre                                    | Rafael Paasio    | 23.2.1972 | 4.9.1972  |       | SDP   |
| Vice-Premier ministre Ministre des Finances         | Mauno Koivisto   | 23.2.1972 | 4.9.1972  |       | SDP   |
| Vice-Ministre des Finances                          | Margit Eskman    | 23.2.1972 | 31.5.1972 |       | SDP   |
| Vice-Ministre des Finances                          | Seija Karkinen   | 31.5.1972 | 4.9.1972  |       | SDP   |
| Ministre des Affaires étrangères                    | Kalevi Sorsa     | 23.2.1972 | 4.9.1972  |       | SDP   |
| Ministre de la Justice                              | Pekka Paavola    | 23.2.1972 | 4.9.1972  |       | SDP   |
| Ministre de l'Intérieur                             | Martti Viitanen  | 23.2.1972 | 4.9.1972  |       | SDP   |
| Ministre de la Défense                              | Sulo Hostila     | 23.2.1972 | 4.9.1972  |       | SDP   |
| Ministre de l'Éducation et de la Culture            | Ulf Sundqvist    | 23.2.1972 | 4.9.1972  |       | SDP   |
| Vice-Ministre de la Culture                         | Pentti Holappa   | 1.12.1967 | 23.2.1972 |       | SDP   |
| Ministre de l'agriculture                           | Leo Happonen     | 23.2.1972 | 4.9.1972  |       | SDP   |
| Ministre des Transports et des Travaux publics      | Valde Nevalainen | 23.2.1972 | 4.9.1972  |       | SDP   |
| Ministre du Commerce et de l'Industrie              | Jussi Linnamo    | 23.2.1972 | 4.9.1972  |       | SDP   |
| Vice-Ministre du Commerce et de l'Industrie         | Seppo Lindblom   | 23.2.1972 | 4.9.1972  |       | SDP   |
| Ministre des Affaires sociales                      | Osmo Kaipainen   | 23.2.1972 | 4.9.1972  |       | SDP   |
| Vice-Ministre des Affaires sociales                 | Ahti Fredriksson | 23.2.1972 | 4.9.1972  |       | SDP   |
| Vice-Ministre des Affaires sociales                 | Jussi Linnamo    | 25.2.1972 | 4.9.1972  |       | SDP   |
| Ministre de l'Emploi                                | Veikko Helle     | 23.2.1972 | 4.9.1972  |       | SDP   |
| Ministre au cabinet du Premier ministre de Finlande | Matti Louekoski  | 23.2.1972 | 4.9.1972  |       | SDP   |